# Paul Verhaegh
Paul Johannes Gerardus Verhaegh (Kronenberg, 1983. szeptember 1. –) holland válogatott labdarúgó, jelenleg a Twente hátvédje.

## Statisztika
2014. május 10-i adatok
| Klub teljesítmény | Klub teljesítmény            | Klub teljesítmény | Bajnokság | Bajnokság | Kupa  | Kupa | Összesen | Összesen |
| Szezon            | Klub                         | Bajnokság         | Mérk.     | Gól       | Mérk. | Gól  | Mérk.    | Gól      |
| Hollandia         | Hollandia                    | Hollandia         | Bajnokság | Bajnokság | Kupa  | Kupa | Összesen | Összesen |
| ----------------- | ---------------------------- | ----------------- | --------- | --------- | ----- | ---- | -------- | -------- |
| 2003–04           | AGOVV Apeldoorn (kölcsönben) | Eerste Divisie    | 33        | 1         | 0     | 0    | 33       | 1        |
| 2004–05           | FC Den Bosch                 | Eredivisie        | 32        | 0         | 0     | 0    | 32       | 0        |
| 2005–06           | FC Den Bosch                 | Eerste Divisie    | 24        | 4         | 0     | 0    | 24       | 4        |
| 2005–06           | SBV Vitesse                  | Eredivisie        | 12        | 0         | 0     | 0    | 12       | 0        |
| 2006–07           | SBV Vitesse                  | Eredivisie        | 32        | 2         | 0     | 0    | 32       | 2        |
| 2007–08           | SBV Vitesse                  | Eredivisie        | 33        | 0         | 0     | 0    | 33       | 0        |
| 2008–09           | SBV Vitesse                  | Eredivisie        | 31        | 2         | 0     | 0    | 31       | 2        |
| 2009–10           | SBV Vitesse                  | Eredivisie        | 30        | 2         | 1     | 0    | 31       | 2        |
| Németország       | Németország                  | Németország       | Bajnokság | Bajnokság | Kupa  | Kupa | Összesen | Összesen |
| 2010-11           | FC Augsburg                  | 2. Bundesliga     | 30        | 1         | 3     | 0    | 33       | 1        |
| 2011–12           | FC Augsburg                  | Bundesliga        | 26        | 1         | 3     | 1    | 29       | 2        |
| 2012–13           | FC Augsburg                  | Bundesliga        | 17        | 0         | 1     | 0    | 18       | 0        |
| 2013–14           | FC Augsburg                  | Bundesliga        | 30        | 3         | 3     | 0    | 33       | 3        |
| Összesen          | Hollandia                    | Hollandia         | 227       | 11        | 1     | 0    | 228      | 11       |
| Összesen          | Németország                  | Németország       | 103       | 5         | 10    | 1    | 113      | 6        |
| Karrier összesen  | Karrier összesen             | Karrier összesen  | 330       | 16        | 11    | 1    | 341      | 17       |

## Fordítás
Ez a szócikk részben vagy egészben  a   Paul Verhaegh című angol Wikipédia-szócikk fordításán alapul.  Az eredeti cikk szerkesztőit annak laptörténete sorolja fel. Ez a jelzés csupán a megfogalmazás eredetét és a szerzői jogokat jelzi, nem szolgál a cikkben szereplő információk forrásmegjelöléseként.